# La reine de Chypre
La reine de Chypre (La regina di Cipro) è una grand opéra in cinque atti del 1841 composta da Fromental Halévy su libretto di Jules-Henri Vernoy de Saint-Georges.

## Contesto storico
La reine de Chypre, eseguita per la prima volta alla Salle Le Peletier dell'Opéra di Parigi il 22 dicembre 1841 con Rosine Stoltz nel ruolo del titolo e Gilbert Duprez nei panni di Gérard, fu considerata a suo tempo uno dei più grandi successi del compositore. Joseph Mazilier. L'editore Maurice Schlesinger pegò la somma, enorme per l'epoca, di 30.000 franchi per i diritti dell'opera.
L'opera ha suscitato un lungo elogio da parte di Richard Wagner, che era presente alla prima serata, al giornale Abend-Zeitung di Dresda, di cui era corrispondente.
Il libretto fu utilizzato da diversi altri compositori in un periodo di tre anni: Franz Lachner (1841), Michael Balfe (1844), Gaetano Donizetti (1843), la cui Caterina Cornaro si basa su una traduzione italiana adattata dal catanese Giacomo Sacchero e Giovanni Pacini (1846)

## Cast delle prime rappresentazioni
| Ruolo | Tipo di voce   | Prima: 22 Dicembre 1841, Parigi (Direttore: François Habeneck ) |
| --- | -------------- | --------------------------------------------------------------- |
| Andrea Cornaro, nobile veneziano | basso          | Lucien Bouché                                                   |
| Gérard de Coucy, cavaliere francese | tenore         | Gilbert Duprez                                                  |
| Jacques de Lusignano, re di Cipro | baritono       | Paolo Barroilhet                                                |
| Caterina Cornaro, nipote di Andrea, promessa sposa del Re                                                                                                 | contralto      | Rosine Stoltz                                                   |
| Mocénigo, senatore, membro del Consiglio dei Dieci | tenore         | Jean-Étienne-Auguste Massol                                     |
| Strozzi, capo canaglia | tenore         | Francois Wartel                                                 |
| Araldo d'armi | basso-baritono | Ferdinand Prévôt                                                |
| Coro: signori e dame veneziani, signori e dame cipriote, vescovo di Cipro, clero, guardie, cortigiani del re di Cipro, popolo cipriota, cortigiane, ladri |                |                                                                 |

## Sinossi

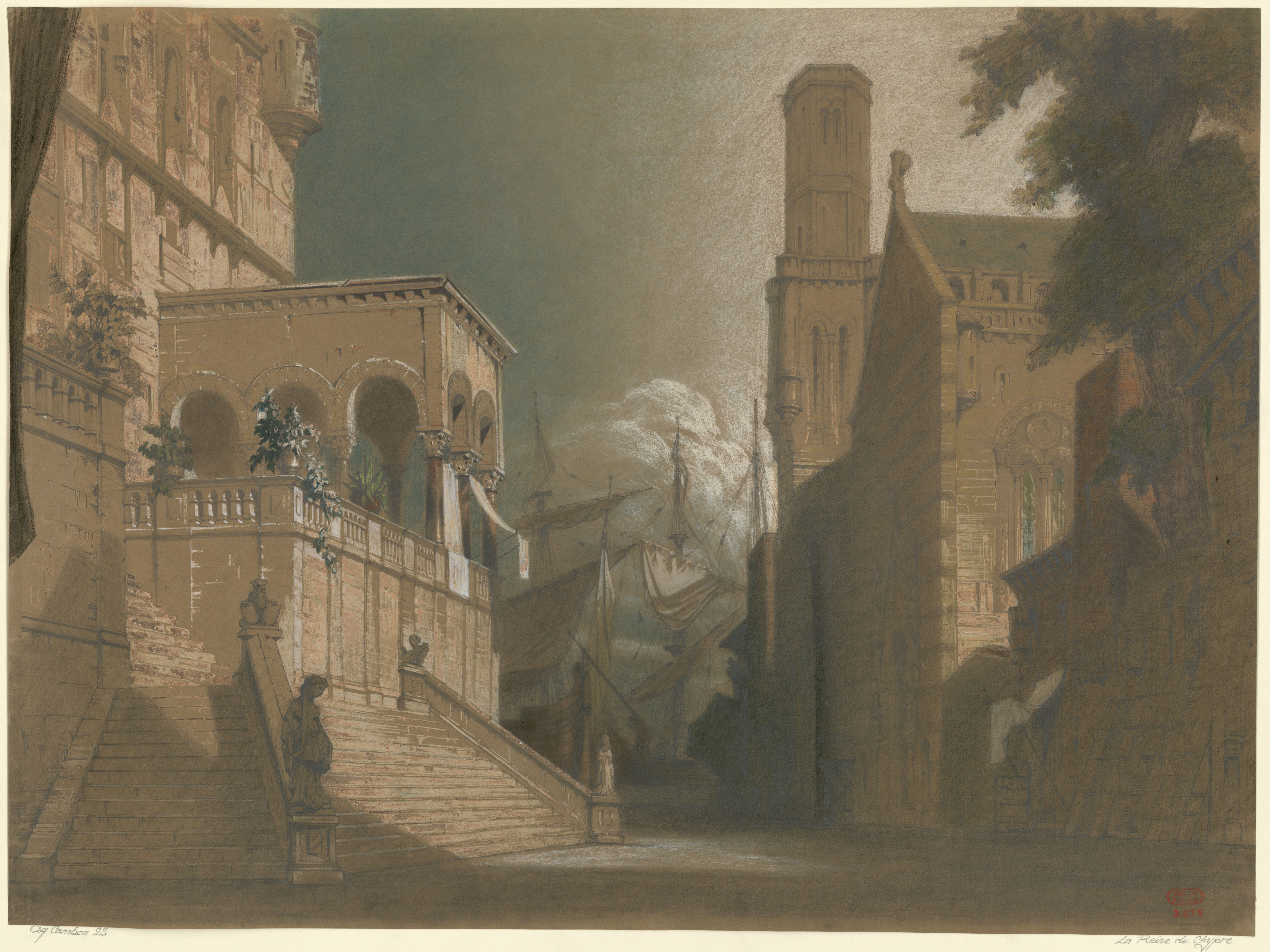
Scenografia per il IV Atto di Charles-Antoine Cambon

### I Atto
Nel palazzo Cornaro a Venezia, Andrea sta per sposare sua figlia Caterina con il cavaliere francese Gérard de Coucy. Mocenigo però annuncia la decisione del Consiglio dei Dieci di darla in sposa al Re di Cipro; in caso di decisione contraria, Andrea rischia l'esecuzione. Gli viene concessa un'ora per prendere una decisione: l'uomo revoca la sua promessa a Gérard, con scandalo di tutti i presenti.

### II Atto
Camera di Caterina, Palazzo Cornaro. Andrea chiede alla figlia di perdonarlo. Non appena esce dalla stanza, da un passaggio segreto appare Mocenigo con un manipolo di assassini, insistendo perché Catarina dica a Gérard che non lo ama più, altrimenti i compagni di Mocenigo lo uccideranno. Si ritirano nel passaggio mentre Gérard entra e, con suo stupore, ascolta l'addio della sua innamorata. Quando se ne va addolorato, Mocenigo riemerge e afferra Catarina per portarla a Cipro.

### III Atto
A Cipro viene organizzata una festa in attesa dell'arrivo di Caterina. Mocenigo viene informato che Gérard potrebbe essere in agguato nelle vicinanze. Puntando i suoi spadaccini sul cavaliere francese, egli viene salvato dall'intervento di uno sconosciuto (che si rivela essere il re di Cipro sotto mentite spoglie). Ciascuno racconta all'altro la sua storia, senza svelare effettivamente la propria vera identità, e si promettono eterna fratellanza. I cannoni suonano per segnalare l'arrivo di Caterina.

### IV Atto
Alle celebrazioni del matrimonio dei giovani sovrani, Gérard cerca di vendicarsi uccidendo il Re, ma all'ultimo momento lo riconosce come il suo liberatore. Il re è altrettanto stupito ma impedisce a Gérard di essere massacrato dalla folla e lo rinchiude in prigione.

### V Atto
Passano due anni. Il re sta morendo e rivela alla regina di sapere del suo amore per Gérard (che ha risparmiato dall'esecuzione) e le augura che possa essere felice con lui. Entra Gérard, rivestito come Cavaliere di Malta: annuncia che il re sta morendo di veleno somministratogli da delle spie veneziane e spera che possa ancora essere riabilitato. Entra a sua volta Mocenigo per affermare che è troppo tardi per salvare il re, e che Caterina deve consegnargli il potere. Caterina e Gérard, tuttavia, resistono con successo all'invasione veneziana. Mocenigo viene catturato ed il re di Cipro morente, con il suo ultimo respiro, consegna la sua corona a Catarina, alla quale il popolo giura fedeltà. Gérard però rinuncia definitivamente al suo amore.

## Giudizio critico
Wagner elogiò il libretto di Saint-Georges, pur ammettendo la mancanza di poesia. La musica la definì "nobile, sentimentale e persino innovativa ed esaltante", sebbene fosse critico nei confronti delle cadute di Halévy verso un'orchestrazione non sofisticata. Sebbene ritenesse che l'opera non raggiungesse il livello de La Juive del compositore, scrisse "l'Opéra può congratularsi con se stessa per la nascita di quest'opera, poiché è decisamente la migliore che sia apparsa sulle sue tavole dai tempi di Gli Ugonotti di Meyerbeer ". (Questo tributo a Meyerbeer è stato cancellato quando Wagner ha successivamente ristampato la recensione, in linea con la sua successiva vendetta contro il compositore).
Tuttavia, George Sand, che era presente alla prima, scrisse al pittore e caro amico Eugène Delacroix :
"Hai fatto bene, vecchio amico, a non andare all'Opera. Era noioso da morire nonostante la magnificenza e lo sfarzo dello spettacolo. Confido che i tuoi tartufi ti abbiano ispirato più di quanto La Reine de Chypre abbia dato a M. Halévy."